# Rewaco
Rewaco is een merk van trikes.
Rewaco Spezialfahrzeuge GmbH, Lindlar. 
Duits bedrijf dat trikes maakt op basis van Volkswagen-boxermotoren
, de Ford Zetec motor, de Harley Davidson motor en nu met motoren van Mitsubishi. Rewaco verzorgt ook ombouw voor gehandicapten.